# UN City

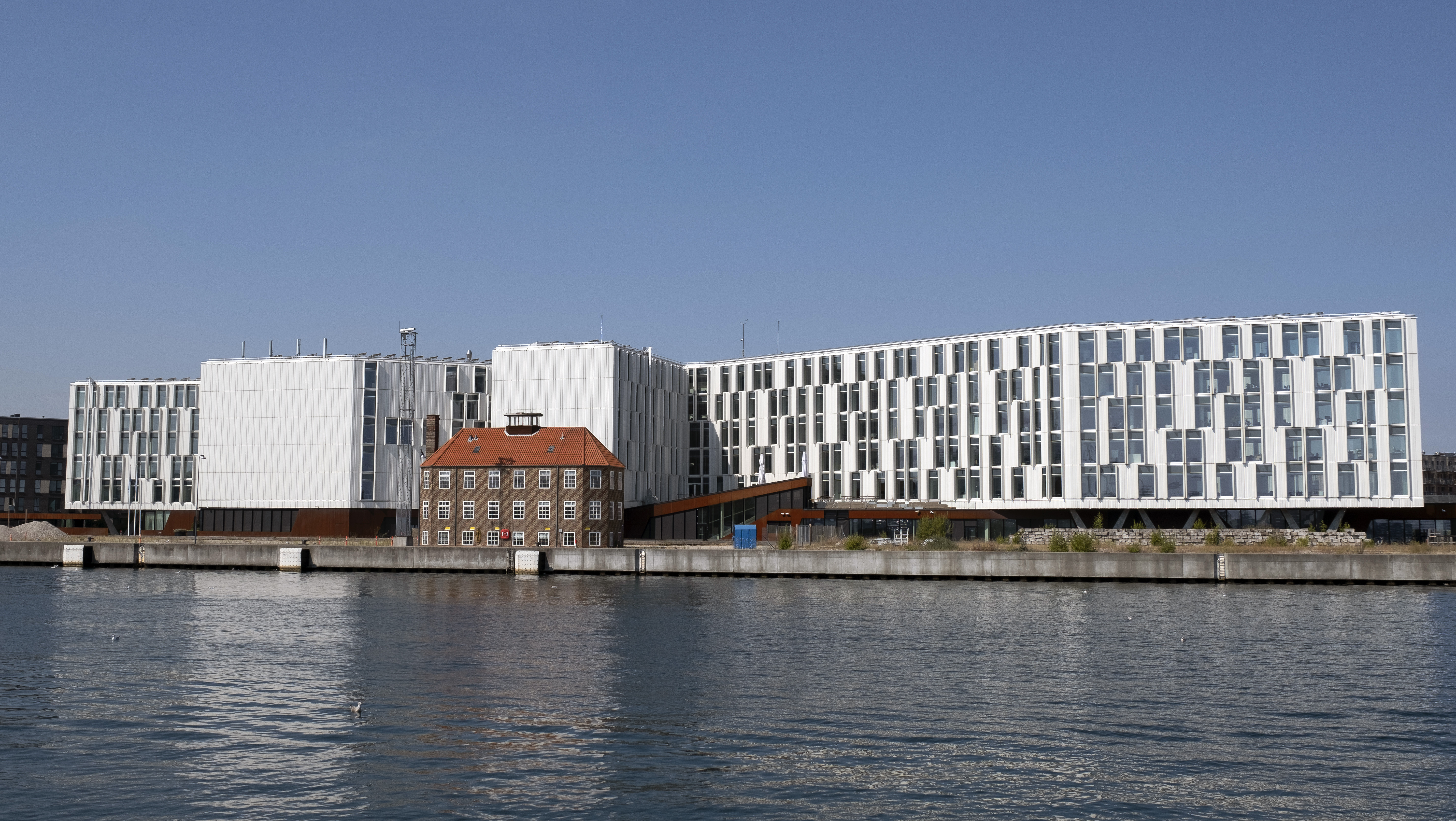
UN City (August 2020)

UN City, auf Dänisch FN Byen, bezeichnet ein Gebäude und das umgebende Gebiet im Stadtteil Østerbro in der dänischen Hauptstadt Kopenhagen, in dem elf Einrichtungen der Vereinten Nationen ihre Büros haben.

## Hintergrund und Geschichte

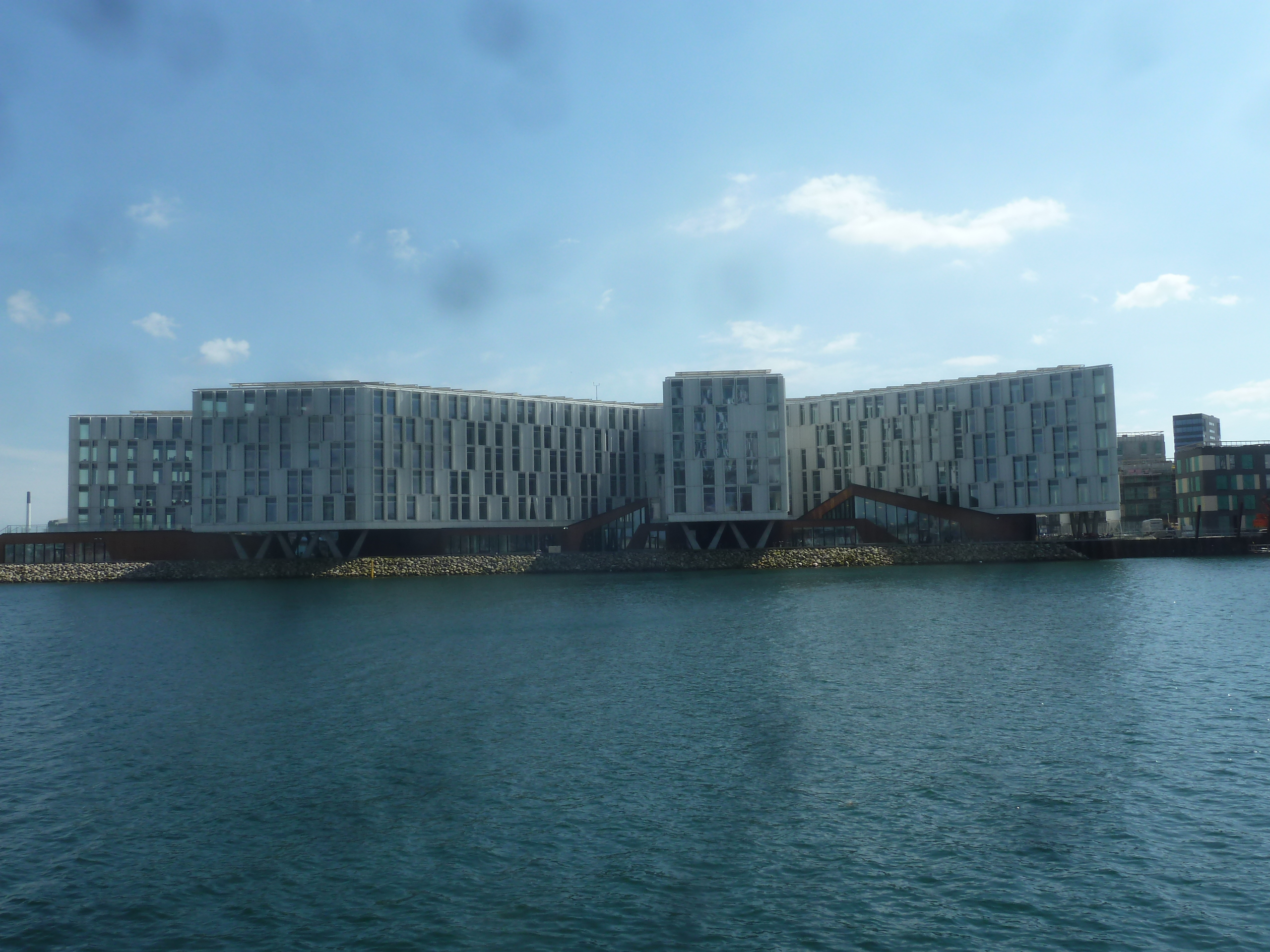
Blick auf das Gebäude von Nordosten, hier ist die Sternstruktur in Ansätzen erkennbar

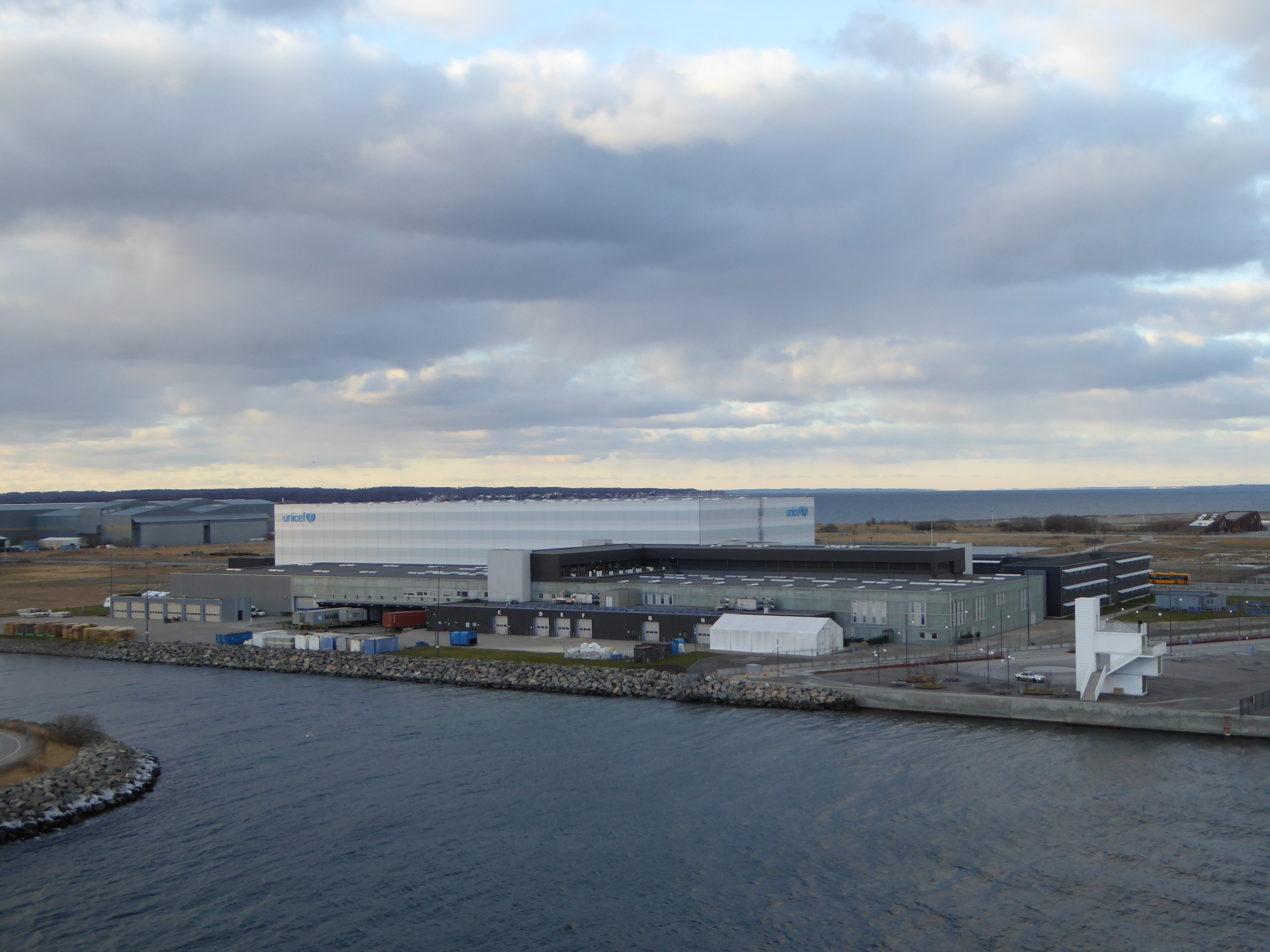
Blick auf das UNICEF-Warenlager

Seit 1957 sind die Vereinten Nationen mit Einrichtungen in Kopenhagen vertreten, als erste Organisation bezog seinerzeit die Weltgesundheitsorganisation (WHO) ihr europäisches Regionalbüro in der Stadt. Sukzessive fanden in der Folgezeit weitere Organisationen mit Regionalbüros oder Büros für einzelne Aufgaben ihre Heimat in Kopenhagen.
Aufgrund des Strukturwandels verlor der Kopenhagener Hafen zunehmend an Bedeutung, bereits ab den 1970er und 1980er Jahren verlagerte sich der Güterverkehr zunehmend auf die Straße. Daraufhin kam es im Hafenareal Nordhavn zum Umbruch und es wurde die teilweise Neuwidmung des Geländes diskutiert, um ein dichtes und aktives städtisches Umfeld mit vielfältigen Funktionen und unterschiedlicher Architektur zu schaffen. Seit Beginn der 2000er Jahre ist die kommunale Entwicklungsgesellschaft By & Havn, die sich zu 95 % in Besitz der Stadt und 5 % im Besitz des Staates Dänemark befindet, mit der Weiterentwicklung des gesamten Hafenareals betraut, sukzessive sollen verschiedene Quartiere weiterentwickelt werden.
2005 wurde Marmormolen als Standort ausgewählt und 2009 mit dem Bau des sternförmigen Bürogebäudes als Campus 1 an der Spitze der vormaligen Mole begonnen, nach der Errichtung erfolgte am 4. Juli 2013 die Eröffnung durch Ban Ki-moon und Margrethe II. Campus 1 beherbergt über 1.600 Mitarbeiter aus 108 verschiedenen Ländern, die in 11 verschiedenen Agenturen arbeiten. Parallel wurde der Campus 2 eröffnet, der im Wesentlichen aus einem zirka anderthalb Kilometer nordöstlich von Campus 1 gelegenen Warenlager von UNICEF besteht und mit einer Gesamtlagerkapazität von 36.000 Paletten und mehr als 850 Materialien als eines der größten humanitären Lager der Welt gilt.

## Im Gebäude beheimatete UN-Einrichtungen
- Internationale Organisation für Migration (IOM)
- Entwicklungsprogramm der Vereinten Nationen (UNDP)
- Umweltprogramm der Vereinten Nationen (UNEP)
- Bevölkerungsfonds der Vereinten Nationen (UNFPA)
- Hoher Flüchtlingskommissar der Vereinten Nationen (UNHCR)
- Kinderhilfswerk der Vereinten Nationen (UNICEF)
- Organisation der Vereinten Nationen für industrielle Entwicklung (UNIDO)
- Büro für Projektdienste der Vereinten Nationen (UNOPS)
- Einheit der Vereinten Nationen für Gleichstellung und Ermächtigung der Frauen (UN Women)
- Welternährungsprogramm der Vereinten Nationen (WFP)
- Weltgesundheitsorganisation (WHO-Regionalbüro Europa)